# مارك روبرتس (مغني)
مارك روبرتس (بالإنجليزية: Marc Roberts)‏ هو مقدم برامج إذاعية ومغني ومغن مؤلف أيرلندي، ولد في 25 يونيو 1968 في مقاطعة مايو في جمهورية أيرلندا.

## وصلات خارجية
- مارك روبرتس على موقع IMDb (الإنجليزية)
- مارك روبرتس على موقع ميوزك برينز (الإنجليزية)
- مارك روبرتس على موقع ديسكوغز (الإنجليزية)